# カンバーランド＝テヴィオットデイル公爵

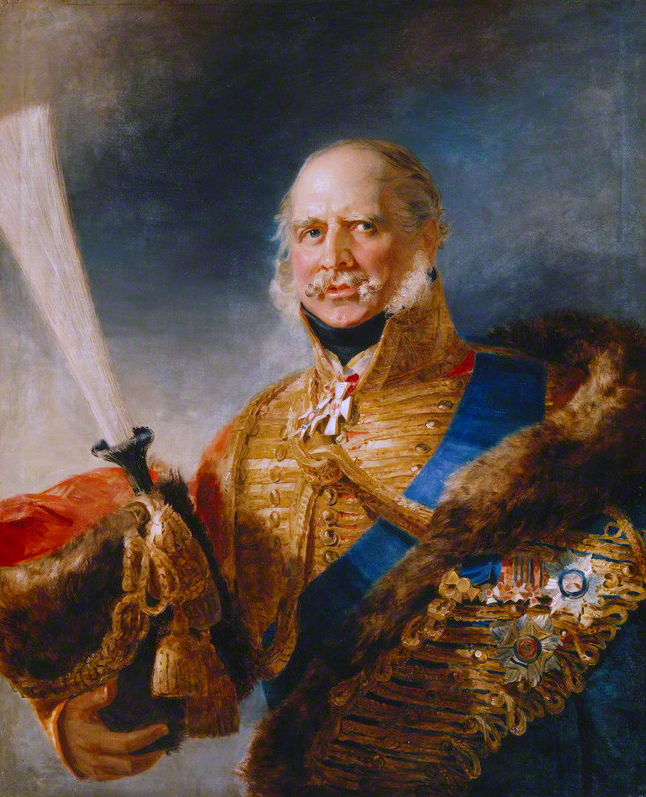
初代カンバーランド＝テヴィオットデイル公爵アーネスト・オーガスタス

カンバーランド＝テヴィオットデイル公爵（カンバーランド＝テヴィオットデイルこうしゃく、英語: Duke of Cumberland and Teviotdale）は、イギリスの公爵位。グレートブリテン貴族として1度創設された。

## 歴史
イギリス国王ジョージ3世(1738-1820)の五男アーネスト・オーガスタス王子(1771-1851)は1799年4月23日にアイルランド貴族であるアーマー伯爵とグレートブリテン貴族であるカンバーランド＝テヴィオットデイル公爵に叙された。アーネスト・オーガスタスは1837年にエルンスト・アウグストとしてハノーファー王国の国王に即位し、1851年に死去すると息子ジョージ(1819-1878)がハノーファー王とカンバーランド＝テヴィオットデイル公を継承した。ハノーファー王国は1866年にプロイセン王国に併合されたが、ジョージはハノーファー王への請求を取り下げないまま1878年に死去、息子アーネスト・オーガスタスがハノーファー王への請求とカンバーランド＝テヴィオットデイル公を継承した。アーネスト・オーガスタスは1878年にガーター勲章を授与されたが、1915年5月13日に剥奪され、1919年3月28日には1917年称号剥奪法に基づく国王ジョージ5世の命令によりカンバーランド＝テヴィオットデイル公の爵位を剥奪された。『クラクロフト貴族名鑑』によると、アーネスト・オーガスタスの三男アーネスト・オーガスタス(1887-1953)の孫アーネスト・オーガスタス(1954-)は1917年称号剥奪法第2条に基づき、カンバーランド＝テヴィオットデイル公の回復を求めることができる。

## カンバーランド＝テヴィオットデイル公（1799年）
- アーネスト・オーガスタス（1771年 - 1851年） - ハノーファー王エルンスト・アウグスト（1837年 - 1851年）
- ジョージ（1819年 - 1878年） - ハノーファー王ゲオルク（1851年 - 1866年）
- アーネスト・オーガスタス（1845年 - 1923年） - ハノーファー王太子エルンスト・アウグスト
  - 1919年、1917年称号剥奪法により公位剥奪